# Главный день
«Главный день» — советский драматический фильм 1974 года, снятый режиссёром Искандером Хамраевым. Совместное производство киностудий «Узбекфильм» (Ташкент) и «Ленфильм» (Ленинград).
Премьера фильма состоялась 11 августа 1975 года. Фильм посмотрели 5,2 млн зрителей.

## Сюжет
Фильм рассказывает о дружбе и солидарности между рабочими из Узбекистана и Ленинграда 1920-х годов. Исхаков и Сатты приезжают на завод в Ленинграде, где им дарят тракторы, которые им предстоит доставить в узбекский колхоз. Борис Поздняков помогает колхозникам освоить новую технику, становится их другом и даже женится на девушке из колхоза. Однако его жизнь оборвана в результате убийства, после чего его жена Саида уезжает в Ленинград. Много лет спустя судьбы переплетаются снова, когда Исмаил приезжает в Ленинград, и Поздняков решает вернуться в Узбекистан, чтобы продолжить помощь колхозникам.

## В ролях
- Юрий Кузьменков — Борис Поздняков
- Дагун Омаев — Исмаил Исхаков
- Лариса Зубкович — Саида
- Раджаб Адашев — Сатты Арипов
- Лола Бадалова — мать Сатты и Саиды
- Шухрат Иргашев — Турабек
- Якуб Ахмедов — «сутулый»
- Джавлон Хамраев — Сабир
- Сайдо Курбанов — Поздняков-сын
- Тамара Шакирова — Тамара
- Л. Григорьева — эпизод
- Максуд Мансуров — Мусаев
- Карим Махмудов — эпизод
- У. Аллакулова — эпизод
- Джамал Хашимов — эпизод
- Шариф Кабулов — эпизод
- Яхьё Файзуллаев — Хакит
- Шукур Ходжаев — эпизод
- Айдар Гарапшин — эпизод
- Фарида Ходжаева — эпизод
- Л. Фадин — эпизод
- Лев Жуков — Костров
- А. Ляхов — эпизод
- Ирада Алиева — колхозница
- Л. Шарипова — эпизод
- Светлана Муратходжаева — эпизод
- Пётр Никашин — эпизод
- Ульмас Алиходжаев — секретарь обкома
- Рауф Балтаев — эпизод
- Машраб Юнусов — эпизод

## Съёмочная группа
- Режиссёр: Искандер Хамраев
- Сценаристы: Ульмас Умарбеков, Искандер Хамраев
- Оператор: Николай Жилин
- Художник: Валентин Синиченко
- Звукорежиссёр: Евгений Шацкий
- Композитор: Марат Камилов